# Fred Robsahm
Pour les articles homonymes, voir Robsahm.
Fred Otto Robsahm, né le 29 juin 1943 et mort  le 26 mars 2015, est un acteur norvégien.

## Biographie
Fred Robsahm est le frère de Margarete Robsahm, mannequin, actrice et réalisatrice mariée à Ugo Tognazzi de 1962 et 1965. Il fait carrière en Italie, tournant essentiellement dans des films de genre (western spaghetti, horreur) pour lesquels son physique « nordique » est recherché. En 1969, il tient la vedette de Flashback, un film de guerre de Raffaele Andreassi qui concourt au Festival de Cannes et reçoit plusieurs prix. En 1973, à l'occasion du tournage de Sepolta viva, il fait la rencontre d'Agostina Belli dont il partagera pendant quinze ans la vie,. 
Passionné de voile et épris de liberté, il délaisse assez rapidement le cinéma. Sa vie bascule en juillet 1986, quand de retour d'une traversée de l'atlantique, il se retrouve mêlé à une affaire de trafic de stupéfiants. Il est ensuite relaxé, mais au cours de sa brève incarcération, il contracte le VIH à la suite d'une négligence du personnel de santé de la prison. Il a vécu ensuite retiré à Lillesand. Il a eu une fille.
En 2007, le réalisateur Even Benestad lui consacre le documentaire Natural Born Star.

## Filmographie
- 1967 : Bandidos  de Massimo Dallamano : (non crédité)
- 1968 : Cinq Gâchettes d'or (Oggi a me... domani a te!) de Tonino Cervi : (non crédité)
- 1968 : Barbarella de Roger Vadim : (non crédité)
- 1968 : La corde au cou (Una lunga fila di croci) de Sergio Garrone :
- 1969 : Flashback de Raffaele Andreassi : Heinz Prulier
- 1969 : Django il bastardo de Sergio Garrone :
- 1970 : Nel giorno del signore de Bruno Corbucci :
- 1971 : Black Killer de Carlo Croccolo :
- 1973 : La Tour du désespoir (Sepolta viva) d'Aldo Lado : Philippe
- 1973 : Ingrid sulla strada de Brunello Rondi : un homme de Renato
- 1974 : Mon nom est Trinita (Carambola) de Ferdinando Baldi :
- 1974 : Il figlio della sepolta viva de Luciano Ercoli : François
- 1974 : Lucrezia giovane de Luciano Ercoli : Alphonse d'Aragon
- 1975 : Si douce, si perverse (Peccati di gioventù)  de Silvio Amadio : Sandro Romagnoli
- 2007 : Natural Born Star documentaire de Even Benestad : lui-même